# Capital ship

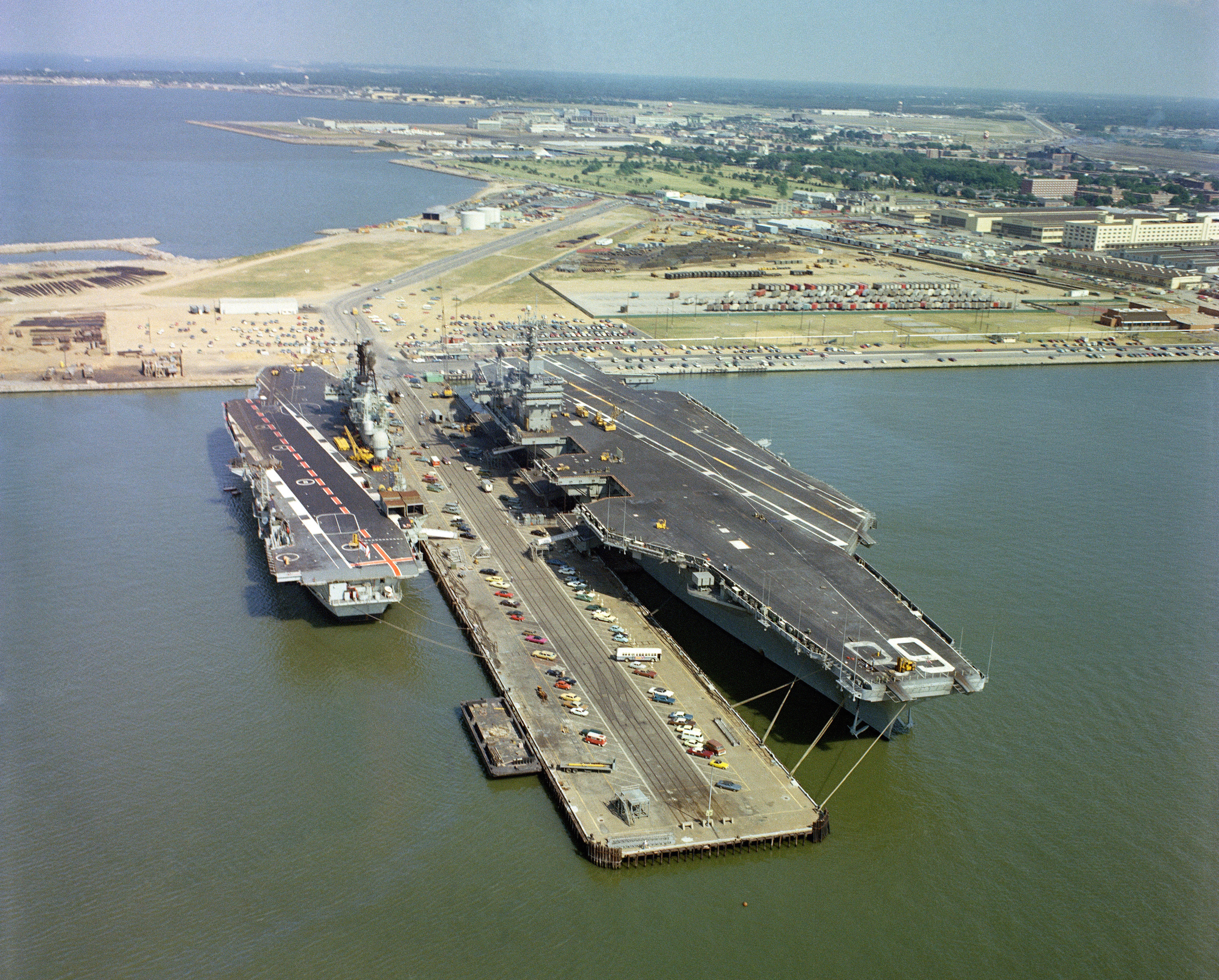
Les porte-avions sont généralement les bâtiments majeurs des marines de haute-mer.

Capital ship (navire capital ou bâtiment majeur) désigne en anglais la catégorie des bâtiments les plus importants d'une marine de guerre, dont la simple présence peut influencer le cours d'une bataille et faire la différence entre la victoire ou la défaite ; ce sont donc les plus puissants bâtiments de combat de sa flotte.
Le capital ship appartient au type de bâtiment à partir duquel s'ordonne l'ensemble de la flotte ; il constitue son épine dorsale et les pièces maîtresses d'une force navale. Toutefois initialement, le terme n'était pas relatif à une flotte donnée il était absolu et valable pour l'ensemble des flottes de combat.

## Signification
Si la signification littérale et la correspondance immédiate du terme anglais capital ship peuvent être bâtiment capital, cette traduction n'est pas usitée dans la marine française, et son concept de bâtiment majeur, ou essentiel, est directement compris (et conservé) sous sa terminologie anglaise. 
Pour décrire un concept comparable à l'échelle de la Marine française, on utilise le terme « navire de premier rang ».

## Historique du concept
Ce terme militaire anglais a été formellement défini par les traités de limitation des années 1920 et 1930 (traité de Washington de 1922, traités navals de Londres) puis est passé dans le langage courant en anglais. 
Au départ, en 1909, ce terme a désigné principalement les bâtiments résultant de l'invention des dreadnoughts : cuirassés dreadnought (également simplement appelés dreadnoughts, et plus tard cuirassés) et croiseurs de bataille.
Au XXe siècle, en particulier au cours des deux guerres mondiales, les capital ships étaient typiquement des cuirassés et des croiseurs de bataille. Ces bâtiments déplaçaient près de 20 000 tonnes ou plus encore, avec de l'artillerie de gros calibre et une protection blindée lourde. La marine française les appelait bâtiments de ligne. Ni le porte-avions ni le sous-marin n'étaient alors classés dans cette catégorie. Le cuirassé (ou le bâtiment de ligne) était alors le seul représentant de la catégorie capital ship.
Le croiseur lourd, quoiqu'important, n'était pas considéré comme un capital ship. Les croiseurs allemands de la classe Deutschland font exception à ce classement. Bien que techniquement assimilée à celle des croiseurs lourds, cette catégorie fut assimilée par les observateurs étrangers à la classe des capital ships (d'où le qualificatif de « cuirassé de poche ») car elle constituait, un peu avant la Seconde Guerre mondiale, l'une des rares unités lourdes de surface de la Kriegsmarine. De même, les grands croiseurs de la classe Alaska de l'US Navy, bien qu'étant des croiseurs lourds surdimensionnés et pas des véritables cuirassés ni des croiseurs de bataille, sont également, parfois, considérés comme des capital ships.
Depuis la Seconde Guerre mondiale et les campagnes du Pacifique (1942-1945), le navire de ligne a été remplacé dans ce rôle par le porte-avions de combat, quoiqu'à partir des années 1970, la Royal Navy et l'United States Navy incluent le sous-marin nucléaire dans la catégorie des capital ships,.